# Szartanowo (obwód wołogodzki)
Szartanowo (ros. Шартаново) – wieś w Rosji, w rejonie kiczmiengsko-gorodieckim obwodu wołogodzkiego. W 2010 r. liczyła 102 mieszkańców.